# Franse Gemeenschapscommissie

Vlag van de Franse Gemeenschapscommissie

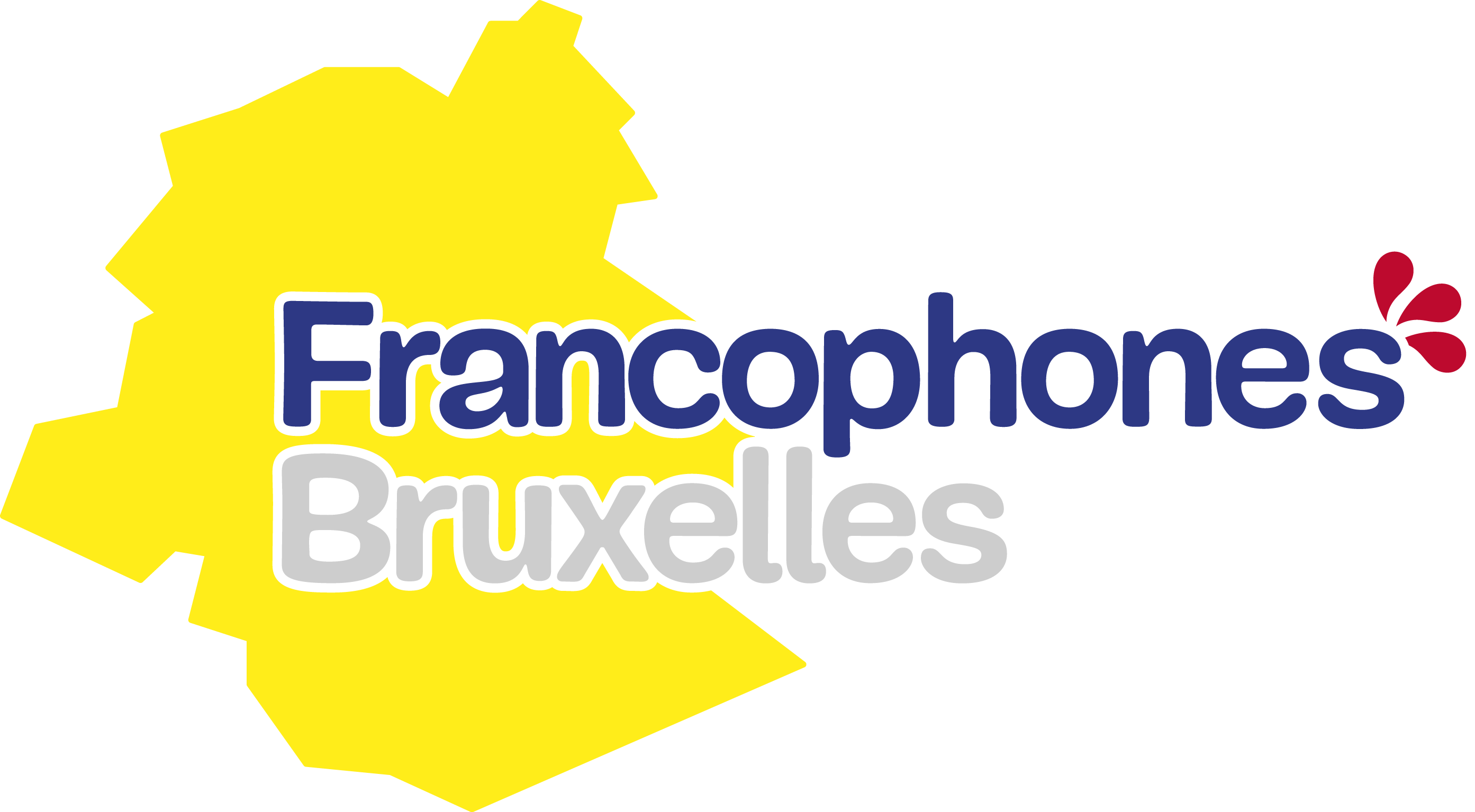
Logo

De Franse Gemeenschapscommissie (Frans: Commission communautaire française, COCOF) is bevoegd voor de instellingen van het Brussels Gewest die tot de Franse Gemeenschap behoren.
Zij treedt via verordeningen op als inrichtende macht in culturele aangelegenheden, onderwijs- en persoonsgebonden materies. Zij kan tevens de bevoegdheden uitoefenen die haar zijn toevertrouwd door de Raad van de Franse Gemeenschap, met andere woorden het 'parlement' van de Franse Gemeenschap.
Na delegatie van bevoegdheden door de Franse Gemeenschap aan de Franse Gemeenschapscommissie (sedert 1 januari 1994) kan deze ook decreten uitvaardigen voor de instellingen die tot haar gemeenschap behoren en dit voor de volgende beleidsdomeinen:
- gezondheidsbeleid
- privé-infrastructuur voor lichamelijke opvoeding
- sociale promotie
- bijstand aan personen
- beroepsomschakeling en herscholing, met inbegrip van de permanente vorming voor de middenstand
- sport en openluchtleven
- toerisme
- leerlingenvervoer

De Franse Gemeenschapscommissie heeft ook de bevoegdheid om samen met de Franse Gemeenschap instellingen op te richten, te financieren en te controleren die tot doel hebben onroerende goederen, bestemd voor het door de overheid georganiseerd onderwijs (met uitsluiting van het hoger onderwijs), aan te kopen, te beheren en te verkopen.
De COCOF bestaat uit een Raad of “Parlement” van de Franstalige Brusselaars (Parlement francophone bruxellois - PFB) (wetgevend orgaan) en een College (uitvoerend orgaan).
Dat 'parlement' is samengesteld uit de 72 leden van de Franse taalgroep van het Brussels Hoofdstedelijk Parlement. Het College bestaat uit de Franstalige Ministers en Staatssecretarissen van de Gewestregering. De administratieve diensten voor het Parlement francophone bruxellois zijn gehuisvest in Lombardstraat 77.
De Nederlandstalige tegenhanger van de COCOF is de VGC (Vlaamse Gemeenschapscommissie)

Daarnaast is er in Brussel ook nog de GGC of Gemeenschappelijke Gemeenschapscommissie.